# Paul Davidson
Paul Davidson (30 marzo 1867 – 18 luglio 1927) è stato un produttore cinematografico e imprenditore tedesco.

## Biografia
Prima di arrivare al cinema, Davidson lavorò nel settore dell'abbigliamento. Nel giugno del 1906, aprì una sala cinematografica a Mannheim e tre anni più tardi, inaugurava il suo primo teatro a Berlino, in Alexanderplatz. Davidson creò un impero di cinquantasei cinema in Germania, Belgio e Ungheria con un totale di sei milioni di spettatori nel solo 1913.

## Filmografia

### Produttore
- Die Insel der Seligen, regia di Max Reinhardt (1913)
- Das eiserne Kreuz, regia di Richard Oswald (1914)
- Zapatas Bande, regia di Urban Gad (1914)
- Das achte Gebot, regia di Max Mack (1915)
- Der Katzensteg, regia di Max Mack (1915)
- Pension Lampel, regia di Max Mack (1915)
- Un morto ritorna o Quando ero morto (Als ich tot war), regia di Ernst Lubitsch (1916)[1]
- Meine Frau, die Filmscheuspielerin, regia di Ernst Lubitsch (1919)
- Käsekönig Holländer, regia di Ernst Lubitsch (1919)

- Vendetta, regia di Georg Jacoby (1919)
- Der lustige Ehemann, regia di Léo Lasko (1919)

- Madame du Barry, regia di Ernst Lubitsch (1919)

- Contessa Doddy (Komtesse Doddy), regia di Georg Jacoby (1919)

- Keimendes Leben, Teil 2, regia di Georg Jacoby (1919)

- Meyer il berlinese (Meyer aus Berlin), regia di Ernst Lubitsch (1919)[1]
- Il viaggio nell'azzurro (Die Fahrt ins Blaue), regia di Rudolf Biebrach (1919)
- Crucifige (Kreuzigt sie!), regia di Georg Jacoby (1919)
- Contessa Doddy (Komtesse Doddy), regia di Georg Jacoby (1919)
- Vendetta indiana (Indische Rache), regia di Leo Lasko e Georg Jacoby (1920)
- Pettegola intrigante (Putschliesel), regia di Erich Schönfelder (1920)
- Il carnefice rosso (Der rote Henker), regia di Rudolf Biebrach (1920)
- Ossy e i suoi cani (Hundemamachen), regia di Rudolf Biebrach (1920)

- Sturmflut des Lebens, regia di Paul Ludwig Stein (Paul L. Stein) (1921)
- Arme Violetta, regia di Paul L. Stein (1921)

- Ich liebe dich, regia di Paul L. Stein (1925)